# Gran Premi de Suïssa del 1954
Resultats del Gran Premi de Suïssa de Fórmula 1 de la temporada 1954, disputat al circuit de Bremgarten, prop de Berna el 22 d'agost del 1954.

## Resultats
| Pos | No | Pilot                 | Equip    | Voltes | Temps/ Retirada   | Pos. de sortida | Punts |
| --- | -- | --------------------- | -------- | ------ | ----------------- | --------------- | ----- |
| 1   | 4  | Juan Manuel Fangio    | Mercedes | 66     | 3h 00' 34. 5      | 2               | 9     |
| 2   | 20 | Jose Froilan Gonzalez | Ferrari  | 66     | + 57.8 s          | 1               | 6     |
| 3   | 6  | Hans Herrmann         | Mercedes | 65     | + 1 Volta         | 7               | 4     |
| 4   | 30 | Roberto Mieres        | Maserati | 64     | + 2 Voltes        | 12              | 3     |
| 5   | 28 | Sergio Mantovani      | Maserati | 64     | + 2 Voltes        | 9               | 2     |
| 6   | 18 | Ken Wharton           | Maserati | 64     | + 2 Voltes        | 8               |       |
| 7   | 24 | Umberto Maglioli      | Ferrari  | 61     | + 5 Voltes        | 11              |       |
| 8   | 2  | Jacques Swaters       | Ferrari  | 58     | + 8 Voltes        | 16              |       |
| Ret | 8  | Karl Kling            | Mercedes | 38     | Alim. combustible | 5               |       |
| Ret | 26 | Maurice Trintignant   | Ferrari  | 33     | Motor             | 4               |       |
| Ret | 22 | Mike Hawthorn         | Ferrari  | 30     | Pèrdua d'oli      | 6               |       |
| Ret | 34 | Harry Schell          | Maserati | 23     | Bomba d'oli       | 13              |       |
| Ret | 32 | Stirling Moss         | Maserati | 21     | Bomba d'oli       | 3               |       |
| Ret | 14 | Fred Wacker           | Gordini  | 10     | Transmissió       | 15              |       |
| Ret | 10 | Jean Behra            | Gordini  | 8      | Embragatge        | 14              |       |
| Ret | 12 | Clemar Bucci          | Gordini  | 0      | Bomba de gasolina | 10              |       |
| NVS | 24 | Robert Manzon         | Ferrari  | 0      | Accident          |                 |       |

## Altres
- Pole: Jose Froilan Gonzalez 2' 39. 5

- Volta ràpida: Juan Manuel Fangio 2' 39. 7 (a la volta 34)